# Hard Workin' Man
Hard Workin' Man é um álbum de Brooks & Dunn, lançado em 1993.